# Tylka
Tylka – wieś w Polsce, położona w województwie małopolskim, w powiecie nowotarskim, w gminie Krościenko nad Dunajcem.
| SIMC    | Nazwa        | Rodzaj    |
| ------- | ------------ | --------- |
| 0437056 | Biały Potok  | część wsi |
| 0437079 | Gabrysie     | część wsi |
| 0437085 | Górzany      | część wsi |
| 0437091 | Maliki       | część wsi |
| 0437100 | Niżni Potok  | część wsi |
| 0437122 | Rokitki      | część wsi |
| 0437145 | Wyszni Potok | część wsi |

W latach 1975–1998 wieś administracyjnie należała do województwa nowosądeckiego.

## Historia
Nazwa wsi może pochodzić od góralskiego nazwiska Tylka lub niemieckiego Tilke – co oznacza boczna dolinka. W początkach wieku XVII w dolinie Białego Potoku istniała huta szkła /obecnie to polana Hucisko/ która w 1613 roku została opuszczona. Wioska powstała systemem zarębków leśnych. Wchodziła w skład starostwa czorsztyńskiego, w 1616 małe 1 – łanowe sołtystwo było w rękach starosty. W roku 1812 została sprzedana wraz z Krościenkiem i Grywałdem przez c.k. skarb rodzinie Grossów, a w 1894 została odłączona od tej posiadłości. W miejscowości znajdował się wówczas wapiennik, browar „Pod Tylką” i folwark, posiadający piękne lasy. W 1919 roku majątek był już rozparcelowany, a las częściowo wycięty. Jesienią 1944 partyzanci stoczyli tu krwawą bitwę z Niemcami. Wieś zamieszkują górale pienińscy regionu szczawnickiego.
Do 1934 roku Tylka była samodzielną gminą jednostkową. Od 1934 gromadą w nowo utworzonej gminie Krościenko. W związku ze zniesieniem gmin w 1954 roku Tylka i Krościenko utworzyły gromadę Krościenko. Gromadę Krościenko zniesiono 1 stycznia 1958 w związku z przekształceniem jej w osiedle, przez co Tylka utraciła samodzielność i stała się częścią Krościenka.
Osiedle Krościenko zniesiono wraz z kolejną reformą gminną, czyli 1 stycznia 1973 roku, łącząc je z miastem Szczawnica w organizm miejski o nazwie Szczawnica-Krościenko, przez co Tylka stała się częścią miasta Szczawnica-Krościenko.
1 stycznia 1982 (de facto 1 października 1982) zniesiono miasto Szczawnica-Krościenko oraz utworzono ponownie gminę Krościenko, w której skład weszły Krościenko i Tylka (a także Grywałd i Krośnica z gminy Czorsztyn).